# Universität Limoges

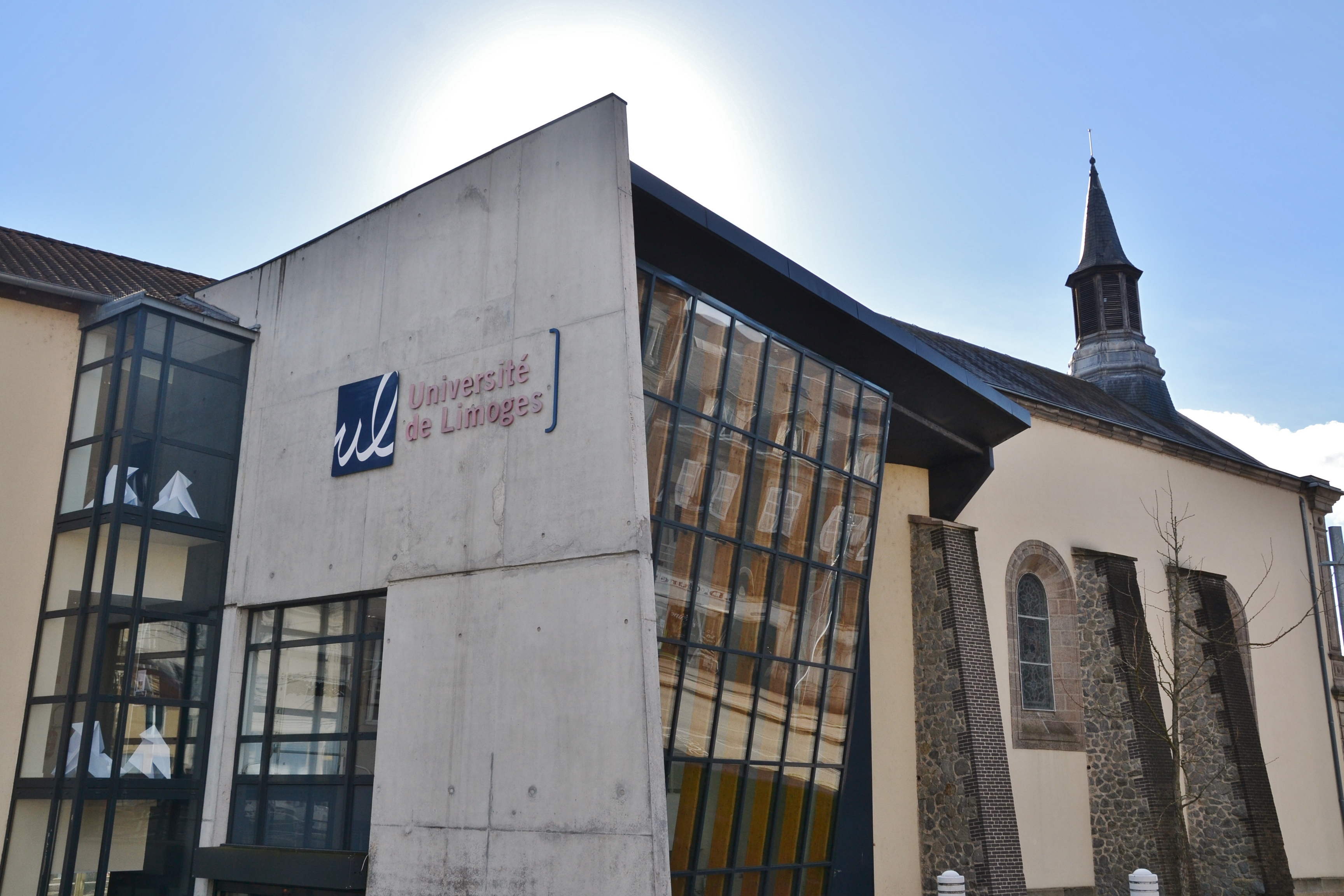

Die Universität Limoges (Université de Limoges) ist eine öffentliche französische Universität in Limoges.
An der Universität studieren über 14.000 Studenten. Die Universität ermöglicht es die gesamte Bandbreite der wissenschaftlichen Ausbildung vor Ort zu absolvieren, bis hin zum Doktor.

## Geschichte
Die Gründung erfolgte 1968. Verschiedenen Forschungseinrichtungen und höheren Schulen aus Limoges wurden dabei zusammengelegt und unter dem Dach der Universität vereint. Einige dieser Einrichtungen gehörten vorher zur  Universität Poitiers. Zum Gründungszeitpunkt studierten etwa 7.000 Studenten an der Universität. Heute sind es über 14.000. Im Zuge der Hochschulallianz EUPeace arbeitet die Universität mit der Philipps-Universität Marburg und der Justus-Liebig-Universität Gießen zusammen.